# Война-Куринский, Аким Афанасьевич
Аким Афанасьевич Война-Куринский (1798, Российская империя — 5 июня 1865, Российская империя) — русский врач, доктор медицины, статский советник.

## Биография
Из дворян. Учился в университетской гимназии Московского университета. С 1817 по 1822 — казённокоштный студент на медицинском факультете Московского университета, который закончил лекарем 1-го отделения. Оставлен при университете и.д. суб-инспектора для докторского испытания (1826), выдержав которое получил степень доктора медицины. Был назначен ординатором Динабургского военного госпиталя. Уволился из больницы по семейным обстоятельствам (1833) и начал работать агрономом, помещая свои статьи в различных сельскохозяйственных изданиях. Директор Горыгорецкого земледельческого института в Горках (с 1849). Был женат на княжне Прасковье Петровне Шаховской — дочери Псковского гражданского губернатора, князя Петра Ивановича Шаховского. Торопецкий уездный предводитель дворянства (1862—1864).
Умер в отставке в 1865.